# 烏克蘭卡 (里夫內區)
50°26′58″N 26°23′4″E / 50.44944°N 26.38444°E
烏克蘭卡（烏克蘭語：Українка），是烏克蘭西北部的村莊，隸屬里夫內州的里夫內區。該村始建於1959年，面積2.03平方公里，海拔高度203米，2001年人口2,500，人口密度每平方公里363.4人。